# Долна Силезия
Долна Силезия или Долни Шльонск (на полски: Dolny Śląsk; на немски: Niederschlesien; на чешки: Dolní Slezsko; на латински: Silesia Inferior) е историческа област в Югозападна Полша и Североизточна Чехия. Тя е част от региона Силезия. Столица е град Вроцлав.

## География
Областта е разположена по-средното течение на река Одра. Обхваща територии от полските войводства Ополско, Долносилезко, Любушко и Великополско. Чешката част на областта се намира в Оломоуцки и Моравско-Силезки краеве.

## Граници
На запад областта граничи с Лужица, на север с Великополша, на изток с Горна Силезия и на юг с Моравия и Бохемия.

## Градове
- Вроцлав
- Легница
- Йеленя Гура
- Валбжих
- Жельона Гура
- Нова Сул
- Глогов
- Швидница
- Любин
- Болеславец
- Ниса
- Йесеник – Чехия

## Фотогалерия
- Вроцлав
- Легница
- Йеленя Гора
- Валбжих
- Жельона гора
- Нова Сол
- Глогов
- Швидница
- Любин
- Ниса
- Болеславец
- Йесеник
- Гори Столове
- Гори Сове